# Modus (Grammatik)
Der Modus (Pl. Modi, von lateinisch modus ‚Maß‘; Art und Weise‘; dt. die Aussageweise oder seltener Aussageform) ist ein Konjugationsparameter beziehungsweise eine grammatische Kategorie des Verbs. In der Grammatik des Deutschen finden sich als Modi Indikativ, Konjunktiv und Imperativ, in den romanischen Sprachen auch Subjunktiv und Konditional. Grammatische Modi lassen sich übergeordnet unterscheiden in reale und irreale Modi.
Die Formen der grammatischen Modi erscheinen manchmal aufgrund rein morphosyntaktischer Regeln. So können z. B. gewisse Verben oder Konjunktionen einen bestimmten Modus am Verb ihres Nebensatzes verlangen (Beispiel: die lateinische Konjunktion ut, dt. dass, regiert den Konjunktiv am nachfolgenden Verb). Darüber hinaus ist das Auftreten der Modi auch inhaltlich gesteuert. Der Modus ist dann eines der Ausdrucksmittel für Konzepte der Modalität.

## Realität und Irrealität
Nach dem britischen Linguisten Frank R. Palmer lassen sich grammatische Modi in ein System bringen, das die zwei Pole der Realität und Irrealität besitzt, abhängig davon, ob der Modus sich auf reale Ereignisse oder Fakten bezieht oder auf Ereignisse, die (noch) nicht stattgefunden haben.
Es gibt Sprachen, die diese Zweiteilung direkt abbilden – beispielsweise jene indigener Völker Nordamerikas wie Caddo – und andere, deren Modussystem in dieser Hinsicht unschärfer ist.

### Reale Modi
Reale Modi werden benutzt, um faktische Ereignisse oder allgemeingültige Wahrheiten auszudrücken:
- Indikativ (Modus) – in indogermanischen Sprachen eine Normalform für Aussagen über reale Ereignisse oder allgemeingültige Wahrheiten
- Energikus – Modus der kategorischen Behauptung
- Admirativ[3] – in amerindischen Sprachen und auch im  Albanischen ein Modus des Erstaunens oder des (ironischen) Zweifels

### Irreale Modi
Irreale Modi markieren Ereignisse, die sich (noch) nicht tatsächlich ereignet haben, deren Eintritt aber erwünscht ist, für möglich gehalten wird oder deren Eintritt von anderen Bedingungen abhängig ist („was wäre, wenn“). Zu den irrealen Modi gehören unter anderem:
- Imperativ (Befehl, besonders an die 2. Person), Jussiv (Befehl an die 3. Person), Adhortativ (Befehl an die 1. Person Plural, die Aufforderung zur gemeinsamen Handlung)
- Optativ: Wunschform zum Ausdruck von Wünschen, teils abgeschwächten Anweisungen
- Nezessitativ: Notwendigkeitsform
- Potentialis: markiert Ereignisse, deren Eintritt der Sprecher grundsätzlich für möglich hält
- Konditionalis: der Eintritt eines Ereignisses hängt vom Eintritt eines anderen Ereignisses ab

## Gebrauch im Deutschen

### Formen
Im Deutschen existieren drei flektierend gebildete Verbmodi: Indikativ (Wirklichkeitsform), Konjunktiv (Möglichkeitsform) und Imperativ (Befehlsform). Indikativ und Konjunktiv können verschiedene inhaltliche Funktionen grammatisch abbilden.

### Verwendung

#### Flektierte Verbformen
Der Indikativ wird dazu verwendet, um Aussagen über Ereignisse, die tatsächlich stattfinden/stattgefunden haben, zu machen, etwa „Der Hund wedelt mit dem Schwanz“ (er wedelt tatsächlich), oder für allgemeingültige Aussagen („Hunde wedeln mit dem Schwanz, wenn sie sich freuen“). Teilweise kann der Indikativ auch als Ersatz für den Imperativ verwendet werden, etwa im Passiv: „Jetzt wird geschlafen!“.
Der Konjunktiv wird als Konjunktiv I für die Wiedergabe der indirekten Rede („Er sagte, dass er müde sei“), als Optativ („Er ruhe in Frieden“, nicht mehr produktiv), als Jussiv („Man nehme zwei Eier“) und, nicht mehr als Konjunktiv I erkennbar, als Adhortativ („Gehen wir essen!“) verwendet.
Der Konjunktiv II wird vor allem für irreale Konditionalgefüge verwendet, die völlig unmöglich („Er wäre früher gekommen, wenn er rechtzeitig aufgestanden wäre“) oder prinzipiell möglich, aber noch nicht eingetreten sind („Führe ich in die Stadt, könnte ich noch einkaufen“). Möglich sind außerdem Wünsche, deren Erfüllung je nach Kontext möglich („Ich hätte gerne eine Brezel“, „höflicher“ Konjunktiv) oder unmöglich sind („Ich wäre gerne am Meer“).
Der Imperativ wird für Befehle, Aufforderungen beziehungsweise Bitten verwendet („Wirf mir den Ball zu!“).

#### Modusmarkierung an Modalverben
Modalverben, auch modale Hilfsverben, erweitern die Ausdrucksmöglichkeiten des Deutschen im Bereich der epistemischen und deontischen Modalität, etwa „Ich muss gehen“ (Notwendigkeit, deontisch) oder „Es mag regnen“ (Möglichkeit, epistemisch). In Kombination mit Konjunktiv erscheinen zusätzliche Verwendungsmöglichkeiten, etwa Umschreibung des Optativs („Er möge in Frieden ruhen“, Konjunktiv I + mögen) oder des Potentialis („Ich könnte mein Zimmer blau streichen“, Konjunktiv II + können).

## Gebrauch in anderen Sprachen
Der Konditionalis (Bedingungsform) wird in romanischen Sprachen als eigener Modus angesehen.
Am häufigsten wird im Deutschen der Indikativ benutzt, doch auch der Konjunktiv hat viele Verwendungszwecke, beispielsweise für die Wiedergabe der indirekten Rede, die besonders in Nachrichtentexten und Berichten häufig vorkommt. Auch der Infinitiv findet im Deutschen häufige Verwendung, beispielsweise in Verbalkonstrukten wie „Sie können jetzt gehen“ oder als Ersatz für den Imperativ („Nicht aus dem Fenster hinauslehnen!“).
Der Terminus Subjunktiv wird im Deutschen als Synonym zu Konjunktiv und in anderen Sprachen als Hauptbezeichnung für den dem Konjunktiv entsprechenden Modus verwendet (z. B. Englisch: subjunctive [mode/mood] neben conjunctive [mode/mood]; Spanisch: [modo] subjuntivo; Französisch: [mode] subjonctif neben [mode] conjonctif). Die Verwendungsweisen können aber von dem des deutschen Konjunktivs abweichen.
In anderen Sprachen gibt es teilweise andere Modi, wie zum Beispiel den Jussiv (zum Beispiel im Persischen; Wiedergabe des Jussivs im Deutschen kann mit Hilfe der 3. Pers. Singular/Plural Konjunktiv I erfolgen („Nehme er sein Buch“), was allerdings ungebräuchlich ist), den Energikus (zum Beispiel im Arabischen), den Optativ, der typisch für das Altgriechische, Türkische, Finnische und Albanische ist. Weitere Modi sind der Konditionalis (beispielsweise in romanischen Sprachen zum Ausdruck einer möglichen Wirklichkeit), der Suppositiv zum Ausdruck einer Vermutung (türkisch), der Renarrativ (zum Beispiel im Bulgarischen zur Wiedergabe von Informationen aus zweiter Hand), der Interrogativ (zum Beispiel in Inuit-Sprache wie Grönländisch). In der indogermanischen Grundsprache existiert ein sehr ursprünglicher „Basismodus“ Injunktiv, der keine formale Kennzeichnung aufweist und nur die Zeitdauer einer Handlung (im Aorist: punktuelle Handlung mit Zeitdauer „absolut Null“, im Präsens: Dauerhandlung oder wiederholte Handlung mit Zeitdauer „potentiell unendlich“) ausdrückt, nicht aber wiedergibt, ob diese Handlung in der Vergangenheit, Gegenwart oder Zukunft stattfindet.